# Ferdinando Agostini Venerosi della Seta
Ferdinando Agostini Venerosi della Seta (Pisa, 22 aprile 1823 – Pisa, 18 gennaio 1852) è stato un politico, patriota e militare italiano.

## Biografia
Figlio secondogenito di Alamanno Agostini Venerosi della Seta e della nobildonna Maria Grassi, nacque a Pisa il 22 aprile 1823.
Di idee liberali come il padre, ottenne di trasferirsi a Torino per entrare, il 1º aprile 1836, all'Accademia militare, presentato dai conti Benso di Cavour. In questo periodo di lontananza dalla famiglia frequentò a Torino, oltre i Cavour, le famiglie Lascaris e de Seyssel. Uscito dall'Accademia nell'agosto del 1844 con il grado di primo tenente di artiglieria, prestò servizio nell'esercito sabaudo all'Arsenale di Torino fino ad ottenere le stellette di capitano. Lasciato il servizio nel giugno del 1847, tornò in patria, dove fu nominato capitano della Guardia civica pisana e incaricato di istruire militarmente gli scolari della Guardia universitaria.
Ferdinando Agostini entrò nelle truppe regolari del Granducato di Toscana all'inizio del 1848; in qualità di luogotenente dell'artiglieria partecipò e combatté con valore a Montanara il 29 maggio, rimanendo gravemente ferito. Continuò a combattere con i Piemontesi fino alla sconfitta di Custoza; al suo ritorno, fu promosso capitano dell'artiglieria e incaricato della compilazione di un manuale di istruzioni per gli artiglieri toscani. Partecipò inoltre all'elaborazione di progetti per la realizzazione di armi da guerra, principalmente fucili e cannoni.
Nel 1849, coerentemente con i suoi orientamenti politici, non ottemperò all'ordine di presentarsi al maresciallo Radetzky, il che lo portò all'arresto. Intrattenne sempre intensi e affettuosi rapporti epistolari con la famiglia, in particolare con il padre e il fratello Andrea sia negli anni della sua permanenza a Torino sia nel corso della campagna militare in Lombardia. 
Dopo la morte, avvenuta per i postumi della ferita il 18 gennaio 1852, Guerrazzi, già amico del padre, scrisse in suo onore un'epigrafe che per motivi politici non fu possibile riportare sulla tomba.

## Archivio
Le carte di Ferdinando Agostini e del padre Alamanno sono conservate all'interno dell'archivio familiare, tuttora di proprietà della famiglia pisana Agostini Venerosi della Seta, che comprende carte Agostini, Venerosi, della Seta e di altre famiglie pisane.